# استیو مانتیت
استیو مانتیت (انگلیسی: Steve Monteith؛ زادهٔ ۲۱ سپتامبر ۱۹۴۳) بازیکن هاکی روی یخ اهل کانادا است.